# Pedro Walgode
Pedro Walgode é um patinador da modalidade artística, português, é natural de Mafamude, de Vila Nova de Gaia.

## Biografia
Pedro Monteiro Walgode, nasceu a 23 de Julho de 1994, em Mafamude (Vila Nova de Gaia, Portugal).[carece de fontes?]
Para além da patinagem, Pedro Walgode é mestrado em Engenharia Química pela Faculdade de Engenharia da Universidade do Porto (FEUP) em 2017. É atualmente estudante de Engenharia Química e Biológica na FEUP.
Inscreveu-se na Federação de Patinagem de Portugal, pela primeira vez aos 10 anos de idade, pelo clube Associação Desportiva de Argoncilhe, sendo escalão infantil A, na época 2004/2005.[carece de fontes?]
Em 2014, formou o par de dança com a sua irmã mais nova, Ana Walgode.
É desde 2015 atleta no clube Rolar Matosinhos – Associação Desportiva. É atleta do Hugo Chapouto e da Fernanda Ferreira.

## Títulos
| Competição                                  | Ano  | Local                        | Especialidade | Escalão | Classificação |
| ------------------------------------------- | ---- | ---------------------------- | ------------- | ------- | ------------- |
| Campeonato do Mundo[carece de fontes?]      | 2024 | Rimini, Itália               | Quartetos     | Sénior  | 2º            |
| Campeonato da Europa de Patinagem Artística | 2023 | Ponte di Legno, Itália       | Solo Dance    | Sénior  | 1º            |
| Campeonato do Mundo de Patinagem Artística  | 2023 | Ibagué, Colômbia             | Solo Dance    | Sénior  | 1º            |
| Campeonato da Europa[carece de fontes?]     | 2022 | Andorra                      | Pares Dança   | Sénior  | 1º            |
| Campeonato do Mundo                         | 2022 | Buenos Aires, Argentina      | Pares Dança   | Sénior  | 1º            |
| Jogos Mundiais[carece de fontes?]           | 2022 | Birmingham, Inglaterra       | Pares Dança   | Sénior  | 1º            |
| Campeonato da Europa[carece de fontes?]     | 2021 | Riccione, Itália             | Solo Dance    | Sénior  | 3º            |
| Campeonato da Europa[carece de fontes?]     | 2021 | Riccione, Itália             | Pares Dança   | Sénior  | 3º            |
| Campeonato do Mundo[carece de fontes?]      | 2021 | Assunção, Paraguai           | Solo Dance    | Sénior  | 3º            |
| Campeonato do Mundo[carece de fontes?]      | 2021 | Assunção, Paraguai           | Pares Dança   | Sénior  | 2º            |
| Campeonato da Europa[carece de fontes?]     | 2019 | Alemanha                     | Solo Dance    | Sénior  | 1º            |
| Campeonato da Europa[carece de fontes?]     | 2019 | Alemanha                     | Pares Dança   | Sénior  | 2º            |
| Campeonato do Mundo[carece de fontes?]      | 2019 | Barcelona, Espanha           | Solo Dance    | Sénior  | 3º            |
| Campeonato do Mundo[carece de fontes?]      | 2019 | Barcelona, Espanha           | Pares Dança   | Sénior  | 2º            |
| Campeonato da Europa[carece de fontes?]     | 2018 | Lagoa, Açores, Portugal      | Solo Dance    | Sénior  | 2º            |
| Campeonato da Europa[carece de fontes?]     | 2018 | Lagoa, Açores, Portugal      | Pares Dança   | Sénior  | 1º            |
| Campeonato do Mundo[carece de fontes?]      | 2018 | Mouilleron-le-Captif, França | Solo Dance    | Sénior  | 4º            |
| Campeonato da Europa[carece de fontes?]     | 2017 | Itália                       | Solo Dance    | Sénior  | 1º            |
| Campeonato da Europa[carece de fontes?]     | 2017 | Itália                       | Pares Dança   | Sénior  | 3º            |
| Campeonato do Mundo[carece de fontes?]      | 2017 | Nanjing, China               | Solo Dance    | Sénior  | 3º            |
| Campeonato do Mundo[carece de fontes?]      | 2017 | Nanjing, China               | Pares Dança   | Sénior  | 5º            |
| Campeonato da Europa[carece de fontes?]     | 2016 | Freiburgo, Alemanha          | Solo Dance    | Sénior  | 2º            |
| Campeonato da Europa[carece de fontes?]     | 2016 | Freiburgo, Alemanha          | Pares Dança   | Sénior  | 2º            |
| Campeonato do Mundo[carece de fontes?]      | 2016 | Novara, Itália               | Quartetos     | Sénior  | 2º            |
| Campeonato do Mundo[carece de fontes?]      | 2016 | Novara, Itália               | Pares Dança   | Sénior  | 5º            |
| Campeonato do Mundo[carece de fontes?]      | 2015 | Cali, Colômbia               | Pares Dança   | Sénior  | 3º            |
| Campeonato da Europa                        | 2015 | Ponte di Legno, Itália       | Pares Dança   | Sénior  | 1º            |
| Campeonato da Europa                        | 2015 | Ponte di Legno, Itália       | Solo Dance    | Sénior  | 3º            |